# Trem Cruzeiro do Sul
O Trem Cruzeiro do Sul, ou ainda Expresso Cruzeiro do Sul foi um trem de passageiros que circulava entre as cidades do Rio de Janeiro (Estação Dom Pedro II, hoje Central do Brasil) e São Paulo (Estação Roosevelt) pela Estrada de Ferro Central do Brasil (EFCB) por um período de quase 20 anos ininterruptos.

## História
Inaugurado em 1929 era equipado com o que se tinha de melhor no inventario da EFCB incluindo as recém adquiridas Locomotivas Pacific 4-6-2 (incluindo a Nº 370 "Zezé Leone e Nº 353 "Velha Senhora") e os novíssimos carros de aço produzidos pela American Car and Foundry (ACF) semelhantes aos da Cia. Paulista por possuírem todos truques de três eixos, foram adquiridas 15 unidades, 12 no primeiro lote; das 15 unidades 12 eram carros dormitórios, 3 mistos de bagagem e buffet denominadas DM-201 a 212 e F-101 a 103 respectivamente.
Pintados com uma característica pintura azul com frisos dourados, o que rendera-lhe o apelido de "Trem Azul", fora muito utilizado por políticos que partindo de São Paulo a antiga capital federal, rendendo-lhe também o apelido de "Trem dos Senadores".
Em 1945 a tração a vapor foi suprimida, e as Pacific's foram substituídas pelas locomotivas ALCO RS-1.
Foi suprimido em 1950 em virtude do recebimento dos carros de aço-inoxidável produzidos pela Budd Company e a inauguração do Trem Santa-Cruz, considerado o sucessor do Cruzeiro do Sul (ou mesmo apenas uma renomeação do original).
Alguns de seus carros foram modernizados e começam a fazer parte nos trens noturnos ordinários entre o Rio de Janeiro e Belo Horizonte (trens N-1 e N-2), juntos com os carros Mafersa, pintados de vermelho e tracionados por locomotivas diesel.

## Legado
O Trem Cruzeiro do Sul foi um marco nos 120 anos de trens de passageiros entre as cidades que em sua época ainda eram a a segunda maior metrópole e a capital federal do Brasil, respectivamente.
Diversas personalidades viajaram no luxuoso trem, incluindo, além de políticos, escritores como Leonard Bloomfield e jornalistas como, por exemplo; Carlos Heitor Cony, o qual escreveu: 
„Rio de Janeiro - Era mais do que um trem (se referindo ao Cruzeiro do Sul): era uma instituição, um símbolo de luxo, um emblema de grandeza, orgulho da Estrada de Ferro Central do Brasil em geral e, em particular, de Joaquim Pinto Montenegro, meu tio, que já andara nele, no dia em que o "Cruzeiro do Sul", vindo de São Paulo, parou em Rodeio* com um problema nos freios.
Nessa histórica data, Joaquim Pinto Montenegro, que já era um rodeiense ilustre, tornou-se um ponto de referência social e ferroviário, um varão de Plutarco em termos de Serra do Mar.
No silêncio das noites de Rodeio, nunca chegando antes, nunca chegando depois, ouvíamos o "Cruzeiro do Sul" ainda ao longe, saindo do túnel 11 e vindo majestosamente, serpente de aço azulado, precisando cumprir o horário, nunca parando ali. Ninguém ia dormir sem que ele chegasse com seus vagões iluminados, deslizando sobre os trilhos como uma lagarta fosforescente, fazendo a estação rejeitada tremer de orgulho ferido, mas de vaidade também.Na casa de Joaquim Pinto Montenegro, todos já estávamos deitados. Ele anunciava com a voz dos que sabem, dos que conhecem as leis do mundo, do sol e das estrelas, dos mares e das montanhas, e, obviamente, dos trens da Central do Brasil: "É o Cruzeiro do Sul!"Quando passava pelas plataformas, vazias àquela hora, Rodeio inteiro tremia, tremia mansamente a casa de Joaquim Pinto Montenegro, bem embaixo da estação. Mansamente, eu tremia também.E o "Cruzeiro do Sul" ia se distanciando, preparando-se para fazer a grande curva sobre a ponte, armazenando em sua formidável caldeira, em suas entranhas de fogo, a pressão colossal para vencer o lúgubre, o infindável túnel 12.
Assim eram os trens daquele tempo, assim era o "Cruzeiro do Sul", que não dava bola para Rodeio e o humilhava com o seu desdém, passando lentamente com seus vagões iluminados e se perdendo na noite. Mesmo assim, Rodeio sentia que vivera mais um instante de glória. Podia adormecer, agora, no silêncio deixado pelo trem azul, silêncio magnífico, silêncio que cheirava a carvão e cheiraria a saudade.“ - Carlos Heitor Cony, 17/03/1996.
*Nota: Referindo-se a estação.

## Preservação
Como dito anteriormente, apenas as locomotiva Nº 353 (SIGO - 453) e Nº 370 ainda existem, dos carros, cinco dormitórios se encontram n'um antigo pátio da Rede Ferroviária Federal na zona portuária do Rio de Janeiro, além de um carro restaurante-bagageiro.